# Università Cheyney della Pennsylvania
L'Università Cheyney della Pennsylvania è un'università pubblica storicamente nera di Cheyney, in Pennsylvania. Fondata nel 1837 come Institute for Colored Youth, è la più antica di tutte le università e i college storicamente neri (HBCU) degli Stati Uniti. Fa parte del Pennsylvania State System of Higher Education e del Thurgood Marshall College Fund. L'università offre corsi di laurea ed è accreditata dalla Middle States Association of Colleges and Schools.

## Storia
Costruita su un terreno donato dall'importante famiglia Cheyney, l'università fu fondata come Istituto Africano nel febbraio 1837 e rinominata Institute for Colored Youth (ICY) nell'aprile 1837. L'Istituto africano fu fondato da Richard Humphreys, un filantropo quacchero che lasciò in eredità 10 000 dollari (equivalenti a 305 200 dollari nel 2023), un decimo del suo patrimonio, per progettare e istituire una scuola per educare le persone di origine africana e prepararle come insegnanti.

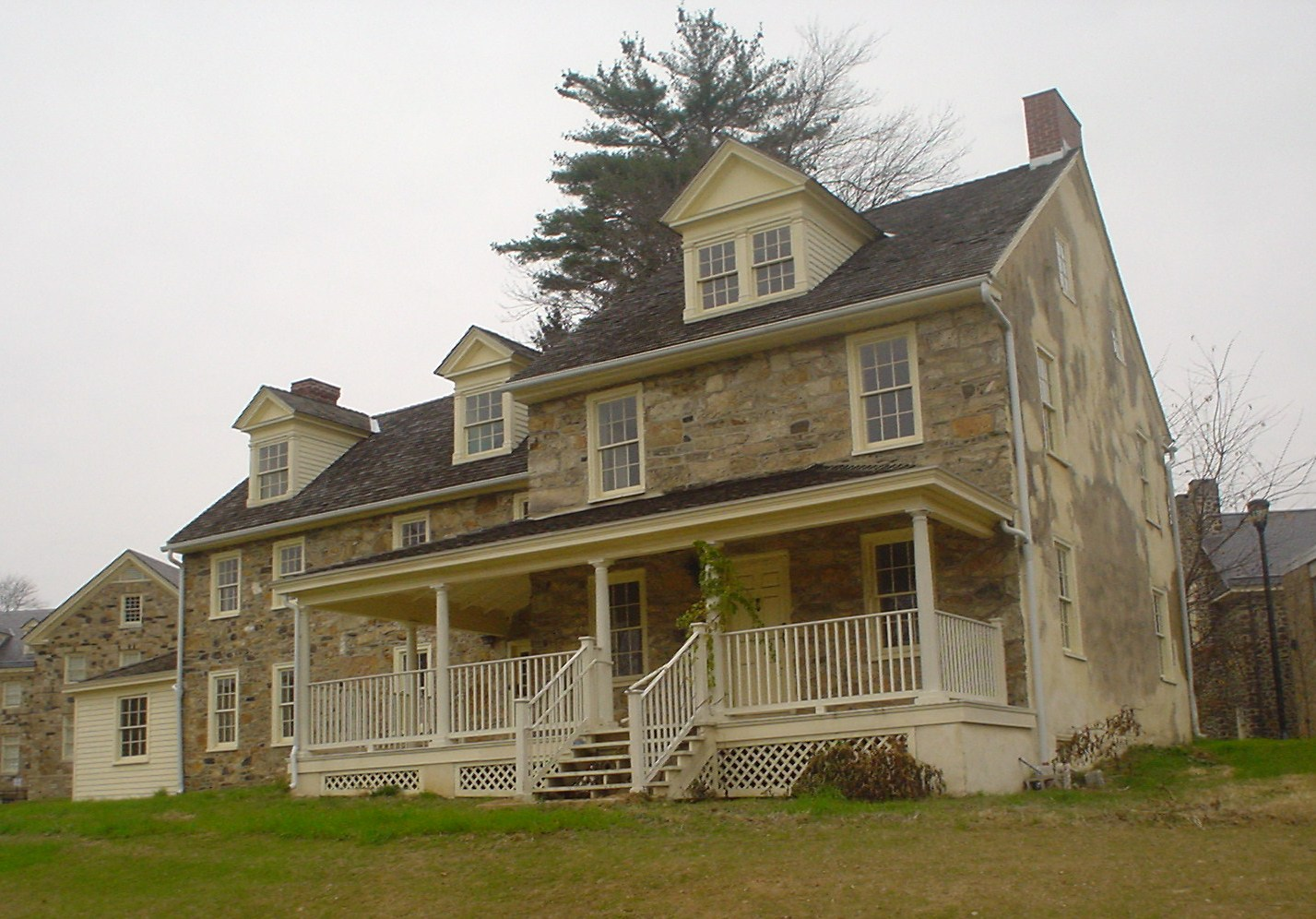
Melrose Cottage, costruito nel 1805

Nato in una piantagione di Tortola, un'isola delle Indie occidentali britanniche, Humphreys giunse a Filadelfia nel 1764. Molti quaccheri erano abolizionisti e lui si preoccupò delle lotte delle persone libere di colore per guadagnarsi da vivere e ricevere un'istruzione in una società discriminatoria. La notizia di una rivolta razziale contro gli afroamericani liberi a Cincinnati, nell'Ohio, nel 1829 ispirò Humphreys a lasciare in eredità del denaro per l'istruzione superiore dei neri liberi. Incaricò tredici colleghi quaccheri di progettare un'istituzione "per istruire i discendenti della razza africana nell'apprendimento scolastico, nei vari rami delle arti meccaniche, dei mestieri e dell'agricoltura, al fine di prepararli e di renderli idonei e qualificati ad esercitare il ruolo di insegnanti".

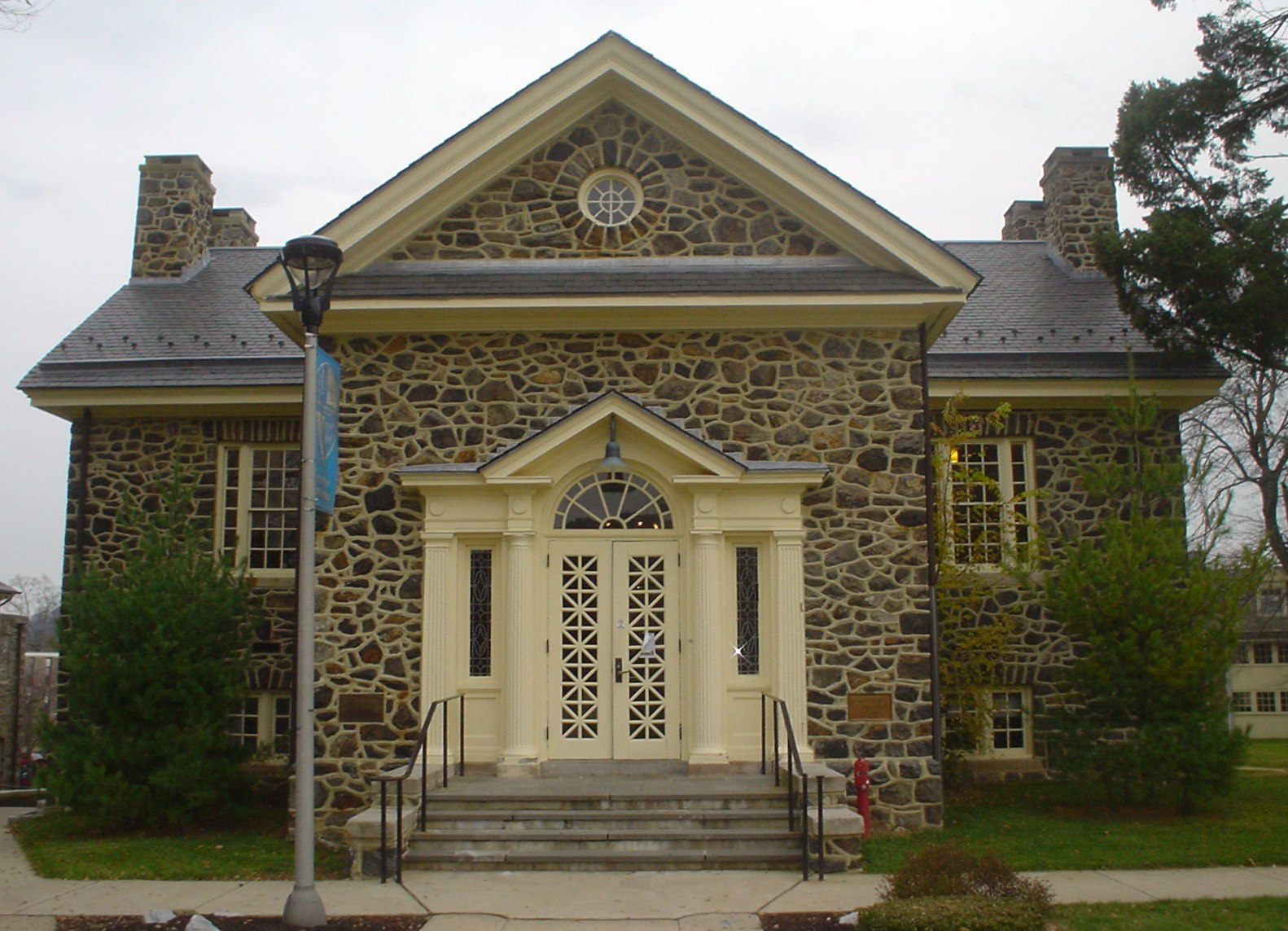
Biblioteca

Fondata come Istituto Africano, la scuola fu presto rinominata Institute for Colored Youth. Nei suoi primi anni di vita, l'istituto fornì una formazione nei settori dell'artigianato e dell'agricoltura, in quanto queste erano le competenze prevalenti richieste dall'economia generale. Nel 1902 l'istituto fu trasferito nella fattoria di George Cheyney, una proprietà di 275 acri a 25 miglia (40 km) a ovest di Filadelfia. Il nome “Cheyney” fu associato alla scuola nel 1913. Il nome ufficiale della scuola è cambiato più volte nel corso del XX secolo. Nel 1983, Cheyney è stata inserita nel Sistema Statale di Istruzione Superiore come Università Cheyney della Pennsylvania.
L'università tradizionalmente ha offerto opportunità a molti studenti provenienti dalle scuole del centro di Filadelfia. I suoi ex alunni hanno stretti legami con la città e lo Stato. Nel 1980 l'università è stata coinvolta in un'azione legale per i diritti civili contro il governo statale, che sosteneva che lo Stato aveva illegalmente sottofinanziato l'università storicamente nera. La causa è stata risolta 19 anni dopo, nel 1999. Ciò avvenne cinque anni dopo che l'Ufficio per i diritti civili del Dipartimento dell'Istruzione degli Stati Uniti iniziò a indagare sugli Stati “che un tempo praticavano la segregazione nell'istruzione superiore e che non sono mai stati ufficialmente ritenuti in grado di eliminarla”. Nell'accordo lo Stato accettò di fornire 35 milioni di dollari a Cheyney per un periodo di cinque anni, in particolare per la costruzione di edifici necessari e per lo sviluppo accademico. In confronto, all'epoca l'università aveva un bilancio annuale di circa 23 milioni di dollari.
Nel novembre 2015 la Middle States Association of Colleges and Schools ha posto l'Università Cheyney in stato di prova. Tre anni dopo, la commissione chiese all'università di "fornire una giustificazione" e di dimostrare, entro il 21 novembre 2019, la conformità agli standard della commissione, altrimenti l'accreditamento non sarebbe stato rinnovato. Le preoccupazioni per l'accreditamento erano dovute ai problemi finanziari dell'università, che l'università aveva cercato di risolvere in parte con una maggiore raccolta di fondi.
Il 21 novembre 2019 la Middle States Commission on Higher Education confermò l'accreditamento di Cheyney in quanto "... l'istituzione è ora conforme allo Standard VI (Pianificazione, risorse e miglioramento istituzionale) e al Requisito di Affiliazione 11". Quattro anni dopo, nel 2023, la commissione ha nuovamente posto il Cheyney in stato di osservazione e ha avvertito che l'accreditamento era a rischio a causa dell'insufficienza di prove di conformità a una serie di standard. L'avvertimento fu revocato l'anno successivo.

## Campus
L'università è parzialmente nella municipalità di Thornbury, Contea di Chester, e parzialmente a Thornbury, Contea di Delaware

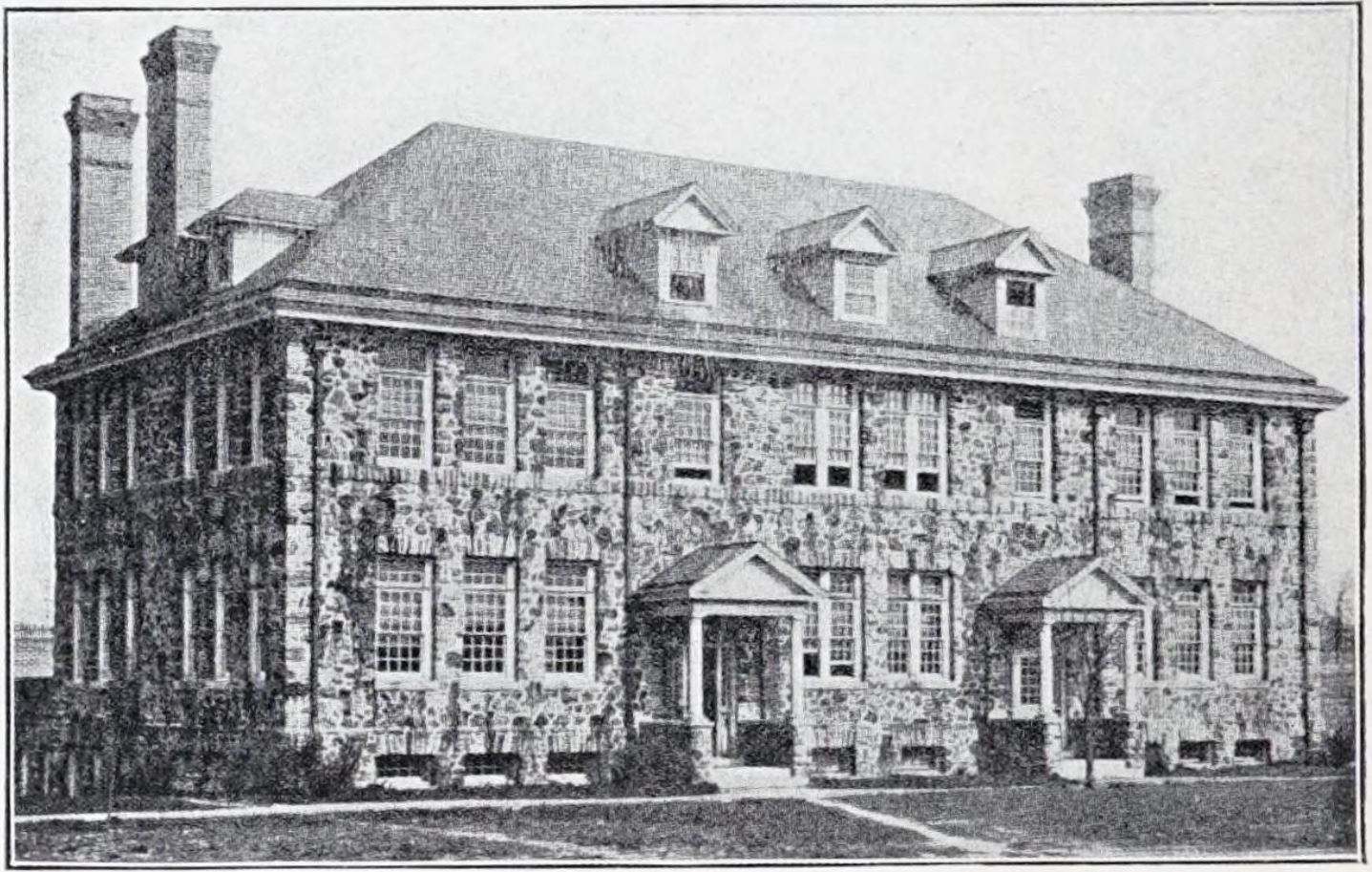
Sala Humphreys

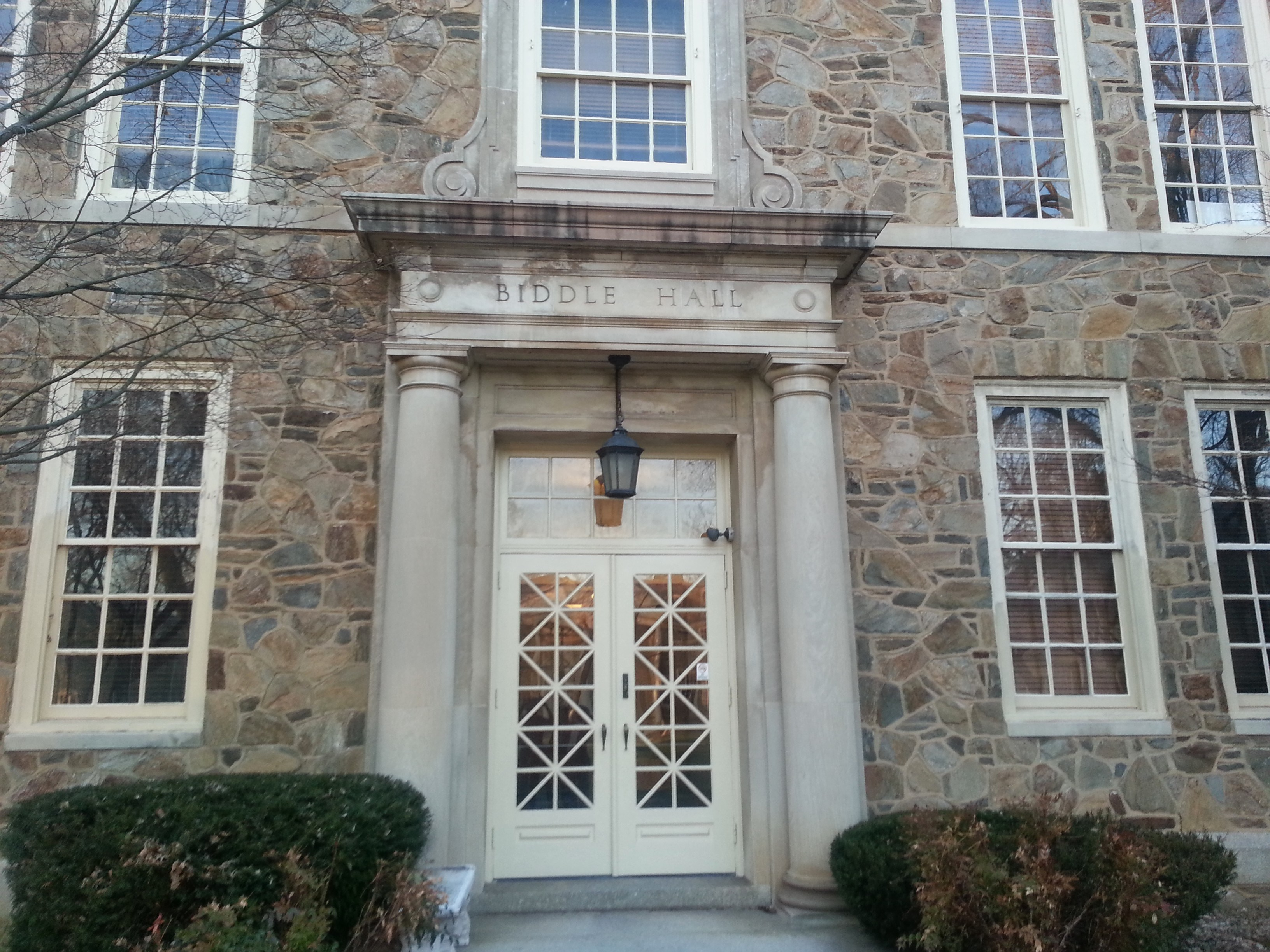
Sala Biddle

## Atletica leggera

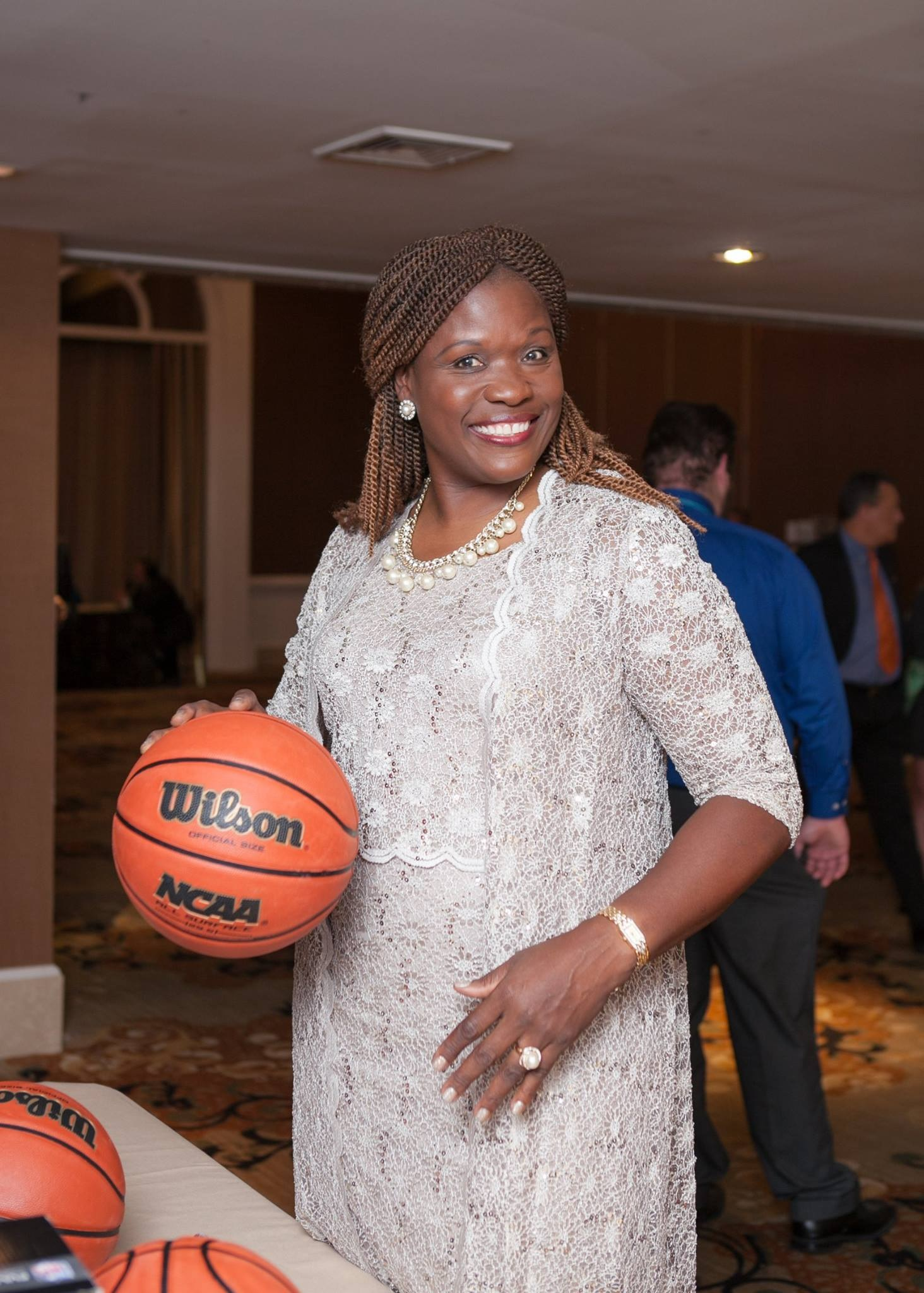
Marilyn Stephens è stata nominata allenatrice capo del programma di pallacanestro femminile nel 2009, mentre suo fratello ha allenato la squadra di pallacanestro maschile.

L'Università di Cheyney vanta uno dei programmi di pallacanestro più antichi della storia della NCAA Division II. Il programma di pallacanestro maschile è al 7º posto di tutti i tempi nella percentuale di vittorie NCAA, con 16 campionati di federazione PSAC, quattro Final Fours e un campionato nazionale (1978). Nel 1982 la squadra di pallacanestro femminile ha partecipato alla partita di campionato del primo torneo NCAA Division I, pur essendo una scuola di Division II.
Nel 2009 l''Università di Cheyney ha assunto i primi allenatori di basket maschile e femminile della NCAA che sono fratello e sorella. L'allenatore maschile era Dominique Stephens, laureato alla North Carolina Central University e membro della squadra del Campionato di Pallacanestro della NCAA Division II, mentre l'allenatrice femminile era Marilyn Stephens, della Temple University Hall of Famer.
Durante gli anni accademici dal 2007-2008 al 2010-2011, l'università ha violato le regole NCAA per quanto riguarda la certificazione dell'idoneità iniziale, il trasferimento e il mantenimento dell'idoneità in tutti i programmi sportivi. Durante il quadriennio, numerosi studenti-atleti hanno gareggiato senza essere eleggibili a causa di una certificazione non corretta. Solo per quanto riguarda la certificazione del dilettantismo, 109 studenti-atleti si sono allenati, hanno gareggiato e hanno ricevuto spese di viaggio e/o aiuti finanziari legati all'atletica prima che l'università ricevesse il loro stato di certificazione del dilettantismo dal Centro di eleggibilità NCAA. La commissione ha anche concluso che una ex direttrice della conformità aveva omesso di monitorare quando non aveva seguito le procedure corrette nella certificazione dell'idoneità degli studenti-atleti. L'intero programma di atletica è stato messo in prova fino all'agosto 2019. Nella primavera del 2018, la squadra si è ritirata dalla Divisione II e ha giocato la stagione successiva come indipendente, adducendo problemi finanziari.

## Vita degli studenti
Tutte le nove organizzazioni del [National Pan-Hellenic Council] (NPHC) sono presenti nel campus dell'Università di Cheyney.

## Ex studenti di spicco
Questo è un elenco di ex alunni dell'Università Cheyney della Pennsylvania suddivisi per anno di corso:
| Studente                 | Anno     |
| ------------------------ | -------- |
| Reba Dickerson-Hill      | 1940     |
| Octavius Catto           | 1858     |
| Joseph E. Lee            | ca. 1863 |
| Rebecca J. Cole          | 1863     |
| James B. Dudley          | ca. 1870 |
| Josephine Silone Yates   | pre-1877 |
| Julian Abele             | ca. 1896 |
| Bayard Rustin            | ca. 1937 |
| S. Howard Woodson        | ca. 1938 |
| Marcus Foster            | 1947     |
| Robert L. Woodson Sr.    | 1962     |
| Don Evans                | 1962     |
| Ed Bradley               | 1964     |
| Jim Vance                | 1964     |
| William "Billy" Joe      | 1970     |
| Jim Ellis                | 1972     |
| Robert Bogle             | 1973     |
| Ronald S. Coleman        | 1973     |
| Michael Horsey           | 1975     |
| Levy Lee Simon           | ca. 1983 |
| Andre Waters             | 1984     |
| Randy Monroe             | 1987     |
| Thaddeus Kirkland        | 1991     |
| James "Big Cat" Williams | ca. 1991 |
| Dominique Curry          | 2009     |

### Presidenti
- Aaron A. Walton, 13º Presidente (Maggio 2017 – present)
- Frank Pogue, 12º Presidente (ottobre 2014 – May 2017)[23]
- Phyllis Worthy Dawkins, Presidente ad interim (2014)[24]
- Michelle R. Howard-Vital, 11º Presidente (2007–2014)[25]
- Wallace C. Arnold, 10º Presidente (2004–2007)
- W. Clinton Pettus, 9º Presidente (1996–2004)
- Donald Leopold Mullett, Presidente ad interim (1995–1996)
- H. Douglas Covington, 8º Presidente (1992–1995)
- Valarie Swain-Cade McCoullum (interim) 7º Presidente (1991–1992)[26]
- LeVerne McCummings, 6º Presidente (1985–1991)
- Wade Wilson, Presidente (1968–1981)
- Leroy Banks Allen (1965–1968)
- James Henry Duckery (1951–1965)
- Leslie Pinckney Hill, fondatore e presidente dell'allora Cheyney State Teachers College (1913–1951)[27]

### I presidi
- Hugh M. Browne, 4° preside (1902–1913)[28]
- Fanny Jackson Coppin, 3° preside (1869–1902)[29]
- Ebenezer Bassett, 2° preside (1857–1869)[29]
- Charles L. Reason, Primo direttore dell'Istituto per la Gioventù di Colore (1852–1856)[30]